# Гантерсвилл (Алабама)
Гантерсвилл (англ. Guntersville) — город в США, административный центр (1836) округа Маршалл штата Алабама.
Расположен в северо-восточной Алабаме, на озере Гантерсвилл, примерно в 35 милях (55 км) к юго-востоку от Хантсвилла. Впервые основанный около 1785 года Джоном Гантером (в честь которого он и был назван) на месте деревни чероки в самой южной точке реки Теннесси, он развивался как перевалочный порт для товаров, отправляемых на юг. Завершение строительства (1939) плотины Гантерсвилл (7 миль [11 км] к северо-западу) на Теннесси стимулировало индустриализацию. Экономика района в настоящее время основана на туризме, судоходстве, обрабатывающей промышленности (включая одежду, электронное оборудование, сборные дома и автомобильные детали), переработке птицы и сельском хозяйстве (включая птицеводство и животноводство). Озеро Гантерсвилл, образованное плотиной, имеет 950 миль (1500 км) береговой линии, занимает 108 квадратных миль (280 квадратных км) и предоставляет разнообразные возможности для отдыха. Парк штата «Лейк-Гантерсвилл» расположен на озере недалеко от города, а неподалёку находится парк штата «Бакс-Покет». Основан в 1847 году. Население (2000 г.) 7395; (2010 г.) 8197.
| 2010 | 2020  |
| ---- | ----- |
| 8197 | ↗8553 |